# Um Céu de Estrelas
Um Céu de Estrelas é um filme do gênero drama brasileiro de 1996 dirigido por Tata Amaral.

## Sinopse
Dalva, cabeleireira no bairro da Mooca, em São Paulo, vence um concurso e ganha uma passagem para Miami, e vê sua chance de mudar de vida e sair da vida opressiva que leva ao lado do metalúrgico Vítor. Enquanto arruma as malas para viajar no dia seguinte, pensa em como contar a separação ao violento marido — então ele chega.
Toda a ação se passa no interior da casa, o que contribui para aumentar o clima de tensão e asfixia.

## Um Céu de Estrelas Digitalizado
No ano de 2017, Caru Alves de Souza, filha e sócia da diretora Tatá Amaral produziu uma campanha de financiamento coletivo para digitalizar Um Céu de Estrelas.
Os produtores passaram a enviar uma cópia sem uso para depósito na Cinemateca Brasileira a partir de determinado ano. Porém muitas produções anteriores a essa prática não estão preservadas. A campanha esperava arrecadar R$117.837,29. 

## Elenco
- Paulo Vespúcio... Vítor
- Leona Cavalli... Dalva
- Lígia Cortez  ... repórter da TV
- Néa Simões... mãe de Dalva
- Norival Rizzo ... ator de TV
- Rosa Petrim
- Alexandra Marzo
- Nelly Amaral
- Domício Costa
- Carlos Gesteira
- Leonardo José
- Jonas Mello
- Ezio Ramos
- Gileno Santoro
- Márcio Seixas
- Nilton Valério

## Prêmios e indicações
O longa foi indicado a diversos prêmios, tais como:
| Ano  | Premiação                                       | Categoria               | Recipiente(s)         | Resultado | Ref.  |
| ---- | ----------------------------------------------- | ----------------------- | --------------------- | --------- | ----- |
| 1996 | Festival de Brasília                            | Melhor diretor          | Tata Amaral           | Vencedor  | [ 5 ] |
| 1996 | Festival de Brasília                            | Melhor roteiro          | Jean-Claude Bernardet | Vencedor  | [ 5 ] |
| 1996 | Troféu APCA                                     | Melhor diretor          | Tata Amaral           | Vencedor  | [ 6 ] |
| 1996 | Troféu APCA                                     | Melhor atriz            | Leona Cavalli         | Vencedor  | [ 6 ] |
| 1996 | Troféu APCA                                     | Melhor roteiro          | Jean-Claude Bernardet | Vencedor  | [ 6 ] |
| 1996 | Festival de Cinema Latino-Americano de Biarritz | Menção especial do Júri | Um Céu de estrelas    | Vencedor  | [ 5 ] |
| 1997 | Festival de Cinema de Bogotá                    | Melhor filmes           | Um Céu de estrelas    | Indicado  | [ 7 ] |
| 1997 | Festival de Cinema de Havana                    | Melhor edição           |                       | Vencedor  | [ 7 ] |
| 1997 | Festival de Cinema de Havana                    | Melhor som              |                       | Vencedor  | [ 8 ] |
| 1997 | Festival de Cinema de Havana                    | Melhor estréia          | Tata Amaral           | Vencedor  | [ 8 ] |
| 1997 | Festival de Cinema de Havana                    | Menção especial do Júri | Um Céu de estrelas    | Vencedor  | [ 8 ] |
| 1997 | Créteil International Women's Film Festival     | Menção especial do Júri | Um Céu de estrelas    | Vencedor  | [ 5 ] |
| 1997 | Boston Latino International Film Festival       | Melhor filme            | Um Céu de estrelas    | Vencedor  | [ 9 ] |